# Dobřany (ort i Tjeckien, Plzeň)
Dobřany är en stad i Tjeckien.   Den ligger i regionen Plzeň, i den västra delen av landet, 90 km sydväst om huvudstaden Prag. Dobřany ligger 327 meter över havet och antalet invånare är 5 779.
Terrängen runt Dobřany är huvudsakligen platt. Dobřany ligger nere i en dal. Runt Dobřany är det ganska tätbefolkat, med 111 invånare per kvadratkilometer. Närmaste större samhälle är Plzeň, 11,9 km nordost om Dobřany. Trakten runt Dobřany består till största delen av jordbruksmark.